# Meibomia bracteosa
Meibomia bracteosa là một loài thực vật có hoa trong họ Đậu. Loài này được (Michx.) Kuntze mô tả khoa học đầu tiên năm 1891.